# THE COOL CHIC CHILD
THE COOL CHIC CHILD（ザ・クール・シック・チャイルド）は、日本のバンド。1994年結成、2000年解散。

## メンバー
- 上條貴志

ボーカル。解散後はSWALLOW DRIVERS、Bailoを結成。
- 家垣康伸

ギター。解散後はRadiostarを結成。
- 藤森正博

ギター
- 桝田智彦

ベース。解散後はRadiostarを結成。
- 原健二

ドラム。解散後はstrawberryに加入。
メンバー全員が作曲者として作品に関わっている。作詞については、インディーズ時代は全て上條が、メジャーデビュー後は初期の作品では大半が上條によるもので、家垣を除くメンバーが一部作詞（ただし、「ROULETTE LIFE」のみ、作詞が「THE COOL CHIC CHILD」となっており、全員の共作）。後期では上條と桝田が作詞者となっている。

## 来歴
元NUDE（Luis-Maryに在籍していたメンバーによるバンド）でボーカルを担当していた上條を中心に1994年に結成。
1995年に「大胆不敵なポップス大作戦」をキャッチコピーとして、デンジャークルー・レコードからシングル「GROWING UP!」を発売。
翌1996年にアルバム「SPY “C”」をリリース。同年11月22日の日清パワーステーションでのワンマンライブでメジャーデビューすることを発表。
1997年、シングル「Clover ～風立ちぬ場所を抜けて～」でトイズファクトリーからメジャーデビュー、以降6枚のシングル・2枚のアルバムをリリース。
1999年から再びデンジャークルー・レコードに在籍するも、2000年に行ったファンクラブ限定のライブをもって「方向性の違い」を理由に解散した。

## タイアップ一覧
| 使用年 | 曲名               | タイアップ                               |
| ------ | ------------------ | ---------------------------------------- |
| 1997年 | パーフェクト・ラヴ | フジテレビ系『来来圏』エンディングテーマ |
| 1998年 | My Shooting Star   | TBS系『Maboodachi II』エンディングテーマ |

## ヘビーローテーション/パワープレイ

### ラジオ
| 放送年 | 曲名             | ラジオヘビーローテーション/パワープレイ |
| ------ | ---------------- | --------------------------------------- |
| 1998年 | I WANNA HOLD YOU | EASY 851 1998年5月度POWER PLAY          |